# Colossal Order
Colossal Order is een Fins computerspelontwikkelaar gevestigd in Tampere. Het bedrijf werd in 2009 opgericht en ontwikkelt simulatiespellen. De uitgever ervan is Paradox Interactive. Paradox test, verkoopt en verdeelt alle games van Colossal Order. De CEO van Colossal Order is Mariina Hallikainen.

## Ontwikkelde spellen
| Release | Titel               | Uitgever            | Platform |
| ------- | ------------------- | ------------------- | --- |
| 2011    | Cities in Motion    | Paradox Interactive | Linux, macOS, Windows |
| 2013    | Cities in Motion 2  | Paradox Interactive | Linux, macOS, Windows |
| 2015    | Cities: Skylines    | Paradox Interactive | Linux, macOS, Windows, Xbox One, Xbox Series X, Xbox Series S, PlayStation 4, PlayStation 5, Nintendo Switch, Google Stadia |
| 2023    | Cities: Skylines II | Paradox Interactive | Windows, Xbox Series X, Xbox Series S, PlayStation 5                                                                        |